# Гостивит
Гостивит (чеш. Hostivít) — последний из семи легендарных чешских князей — потомков легендарного основателя династии Пршемысловичей Пршемысла Пахаря, правивших до первого исторически достоверного князя Борживоя I. Имена этих князей впервые встречаются в «Чешской хронике» Козьмы Пражского, откуда попали в большинство исторических трудов вплоть до работы XIX века Франтишека Палацкого «История чешского народа в Чехии и Моравии». Согласно традиции он был отцом князя Борживоя. Некоторые историки считают, что когда родилась Святая Людмила, Гостивит (или князь Моравии Святополк I) и отец Людмилы Славибор договорились что Людмила и Борживой должны пожениться (что может соответствовать записи за 871 год в Фульдских анналах, где описывается брачная церемония с неизвестной невестой). Согласно Далимиловой хронике у Гостивита был брат Деполт, который унаследовал земли вокруг Коуржима.
Согласно одной из теорий, количество князей соответствует изображению на фресках на стенах ротонды в Зноймо в Моравии. Однако Анежка Мерхаутова утверждает, что на фреске изображены все представители династии Пржемысловичей, в том числе младшие князья Моравии.

## Происхождение имени
Имя «Гостивит» происходит от древнеславянских слов «гости» и «витать», что означает приветствовать. Завис Каландра полагал, что в именах семи князей были зашифрованы древнеславянские названия дней недели — Гостивит был седьмым днём недели — субботой, когда приглашали гостей. Согласно другой теории, это имя происходит из-за ошибки в поврежденной старинной славянской рукописи.

## Семь мифических князей
| Семь князей Чехии после Пржемысла | Семь князей Чехии после Пржемысла |
| --------------------------------- | --------------------------------- |
| Незамысл                          |                                   |
| Мната                             |                                   |
| Войен                             |                                   |
| Внислав                           |                                   |
| Кржесомысл                        |                                   |
| Неклан                            |                                   |
| Гостивит                          |                                   |